# Єремеєв В'ячеслав Миколайович
В'ячеслав Миколайович Єремеєв (рос. Вячеслав Николаевич Еремеев; нар. 29 травня 1970, Москва, СРСР) — радянський та український футболіст російського походження, виступав на позиціях захисника, півзахисника та нападника, згодом — український футбольний тренер.

## Кар'єра гравця
Вихованець СК «Москвич» та СДЮСШОР ЦСКА (Москва). Перший тренер — В. Соколов. У 1987 році розпочав футбольну кар'єру в другій команді московського ЦСКА. У 1990 році перейшов до одеського СКА, в складі якого 23 березня 1992 року дебютував у Вищій лізі в поєдинку з київським «Динамо» (1:3). На початку 1993 року перейшов до одеського «Чорноморця». Наприкінці 1994 року виїхав до Угорщини, де захищав кольори клубів «Штадлер», «Дунаферр», Сегед ЛК та «Ломбарт» (Татабанья). Загалом в угорському чемпіонаті зіграв понад 150 матчів. У 2002 році повернувся до Одеси, де виступав в аматорських клубах «Локомотив» (Одеса) та «Тирас-2500» (Білгород-Дністровський). На початку 2003 року став гравцем казахстанського «Атирау». У 2006 році виступав у «Кайсарі». В ФК «Атирау» завершив кар'єру гравця.

## Тренерська діяльність
Ще будучи гравцем розпочав тренерську діяльність у клубах «Локомотив» (Одеса) та «Атирау». З червня 2010 року тренував дітей у СДЮСШОР «Чорноморець» (Одеса). З січня 2017 року — головний тренер ФК «Врадіївки».

## Досягнення

### Клубні
- Вища ліга чемпіонату України
  -  Бронзовий призер (2): 1993, 1994

- Кубок України
  -  Володар (1): 1994